# Jiangyong
Jiangyong  (en chino, 江永; pinyin, Jiāng·Yǒng (escuchar)ⓘ[yong]) es un condado  bajo la administración directa de la Prefectura Yongzhou en la Provincia de Hunan, República Popular China.  Su área es de 1629 km² y su población total para 2010 superó los 230 mil habitantes. 

## Administración
Desde junio de 2023 el  Condado Jiangyong  se divide en 9 pueblos que se administran en 5 poblados y 4 villas étnicas. La sede del condado es la ciudad de Xiaopu (潇浦镇).
Poblados
- Xiaopu (潇浦镇)
- Shangjiangyu (上江圩镇)
- Xiacengpu (夏层铺镇)
- Taochuan (桃川镇)
- Cushijiang (粗石江镇)

Villas étnicas de los yao
- Lanxi (兰溪瑶族乡)
- Qianjiadong (千家峒瑶族乡)
- Songbai (松柏瑶族乡)
- Yuankou (源口瑶族乡)

## Toponimia
El topónimo Jiangyong [/chiáng-yong/] significa "río Yong «eternidad»". 
En el año 742 durante la dinastía Tang, el condado recibió el nombre de "Yongming" (永明县) por la cordillera Yongming (永明岭 "eternamente clara") ubicada en su territorio. En 1955, fue renombrado como "Jiangyong". "Jiang" (río), hace referencia al río Xiao, principal curso fluvial de la zona, mientras que "Yong" (eternidad) conserva parte del nombre histórico, vinculando al pasado y al presente.